# NK Tomislav Cerna
NK Tomislav je nogometni klub iz Cerne. U sezoni 2021./22. se natječe u MŽNL Osijek – Vinkovci.

## Povijest
Nogometni klub Tomislav Cerna osnovan je 1925. godine.
Od sezone 2012./13. se natječe u 1. ŽNL Vukovarsko-srijemskoj. Nakon što je u sezoni 2020./21. osvojio 1. mjesto i plasirao se u viši stupanj natjecanja, u sezoni 2021./22. se natječe u MŽNL Osijek – Vinkovci.
Klub ima više uzrasta: mlađi i stariji limači, mlađi i stariji pioniri, juniori te seniori.
U 2017. godini trener je bio Mutapčić.